# Fassmer FPB 28
Fassmer FPB 28 ist die Werftbezeichnung einer Baureihe von Zollkreuzern der Fassmer-Werft in Berne/Motzen, von der in den 1990er-Jahren insgesamt sechs Schiffe für die deutsche Zollverwaltung gebaut wurden. Die Baureihe wird nach dem Typschiff auch als „Typ Glückstadt“ bezeichnet.

## Einsatz
Die Schiffe werden im Bereich der Bundesfinanzdirektion Nord von der Kontrolleinheit See in der Nord- und Ostsee für zoll- und steuerrechtliche Aufgaben eingesetzt. Daneben stehen sie auch der Küstenwache des Bundes zur Verfügung und werden im Bereich des Umwelt- und Fischereischutzes eingesetzt. Die Reichweite der Schiffe beträgt 540 Seemeilen.

## Technische Daten und Ausstattung
Die Schiffe werden von drei Deutz-MWM-Dieselmotoren (Typ: TBD 604 BV 8) mit einer Leistung von je 825 kW angetrieben. Die Motoren wirken über Getriebe auf drei Propeller. Die beiden Propeller auf der Backbord- und Steuerbordseite sind Festpropeller, der Propeller in der Mitte ein Verstellpropeller. Die Schiffe erreichen eine Geschwindigkeit von 26 kn. Sie sind mit einem Bugstrahlruder ausgestattet.
Für die Stromerzeugung stehen zwei von Dieselmotoren mit jeweils 57 kW Leistung angetriebene Generatoren mit jeweils 67 kVA Scheinleistung sowie ein von einem Dieselmotor mit 24 kW Leistung angetriebener Notgenerator zur Verfügung.
Bei zwei Schiffen wurden die MWM-Dieselmotoren 2011 in Rostock gegen umweltschonendere MTU-Motoren ausgetauscht.
Die Schiffe verfügen über drei Decks mit einem geschlossenen Steuerstand. Auf dem Hauptdeck befinden sich unter anderem ein Aufenthaltsraum mit Sitzgelegenheiten sowie eine Kombüse und ein Bad, ein Dienstraum und zwei Kammern mit jeweils einer Koje. Unterhalb des Hauptdecks befinden sich im Vorschiffsbereich zwei weitere Kammern mit zwei bzw. vier Kojen. Die Schiffe sind für den Betrieb mit bis zu sechs Besatzungsmitgliedern ausgelegt.
In einer Heckwanne wird ein Tochterboot mitgeführt, welches das Mutterschiff selbständig verlassen und über ein Hebezeug wieder an Bord geholt werden kann.

## Die Schiffe der Serie
| Glückstadt | 1201 | 1000097 | Glückstadt / DLVF | 1991 | 2011 außer Dienst gestellt; 2012 über die VEBEG verkauft, als Nachfolger existiert ein Zollkreuzer gleichen Namens |
| Priwall    | 1202 | 9015943 | Travemünde / DLVI | 1991 | |
| Rügen      | 1250 | 9015967 | Sassnitz / DLVC   | 1993 | außer Dienst gestellt; 2024 über die VEBEG verkauft                                                                |
| Hohwacht   |      | 9043433 | Kiel / DLVL       | 1998 | gebaut bei Fr. Schweers, Berne-Bardenfleth, 2011 umbenannt in Jade                                                 |
| Hiddensee  | 1331 | 9059664 | Rostock / DLVK    | 1995 | außer Dienst gestellt                                                                                              |
| Kniepsand  | 1450 | 9109067 | Hörnum / DLVP     | 1996 | |

## Fotos

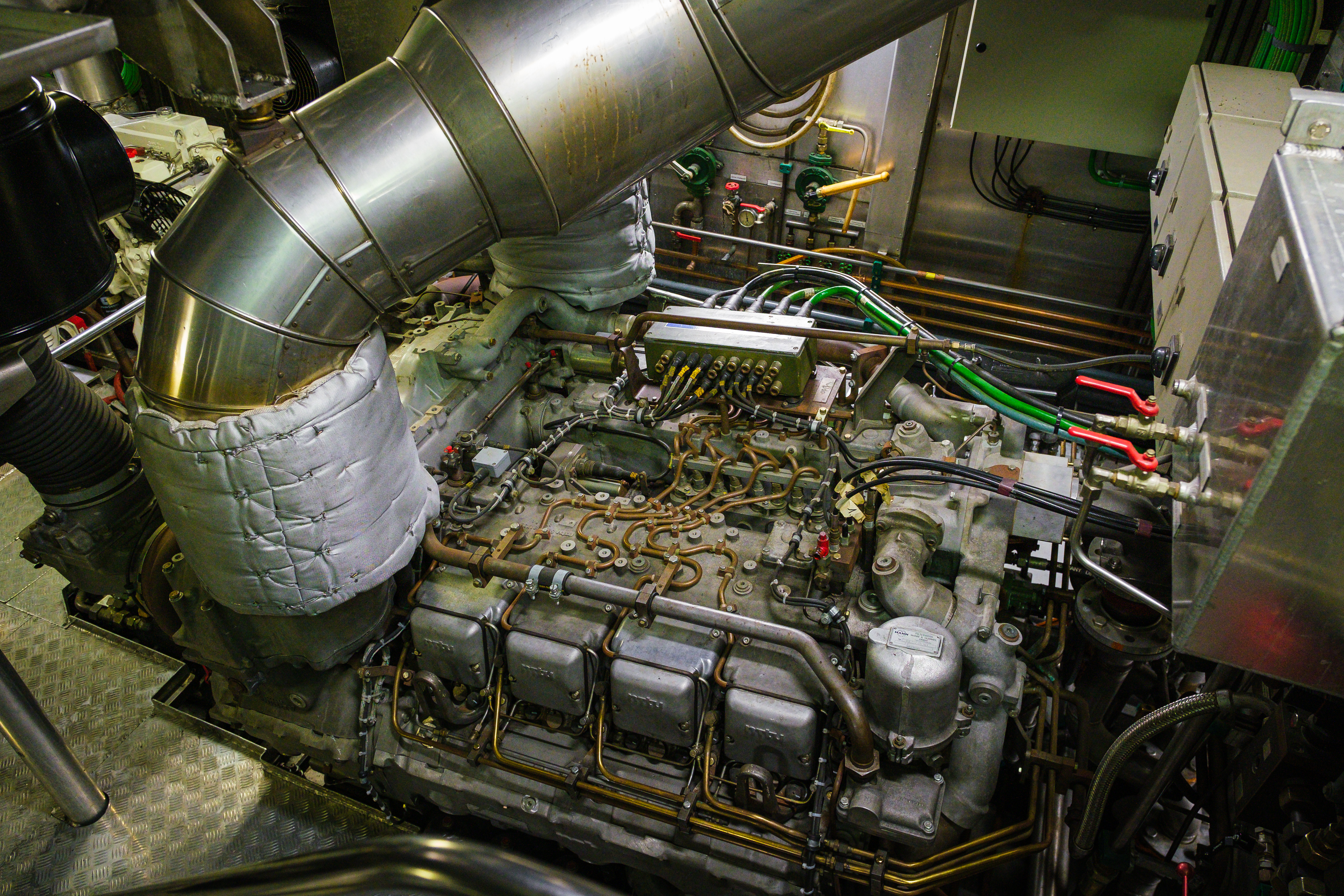
Steuerbordmotor
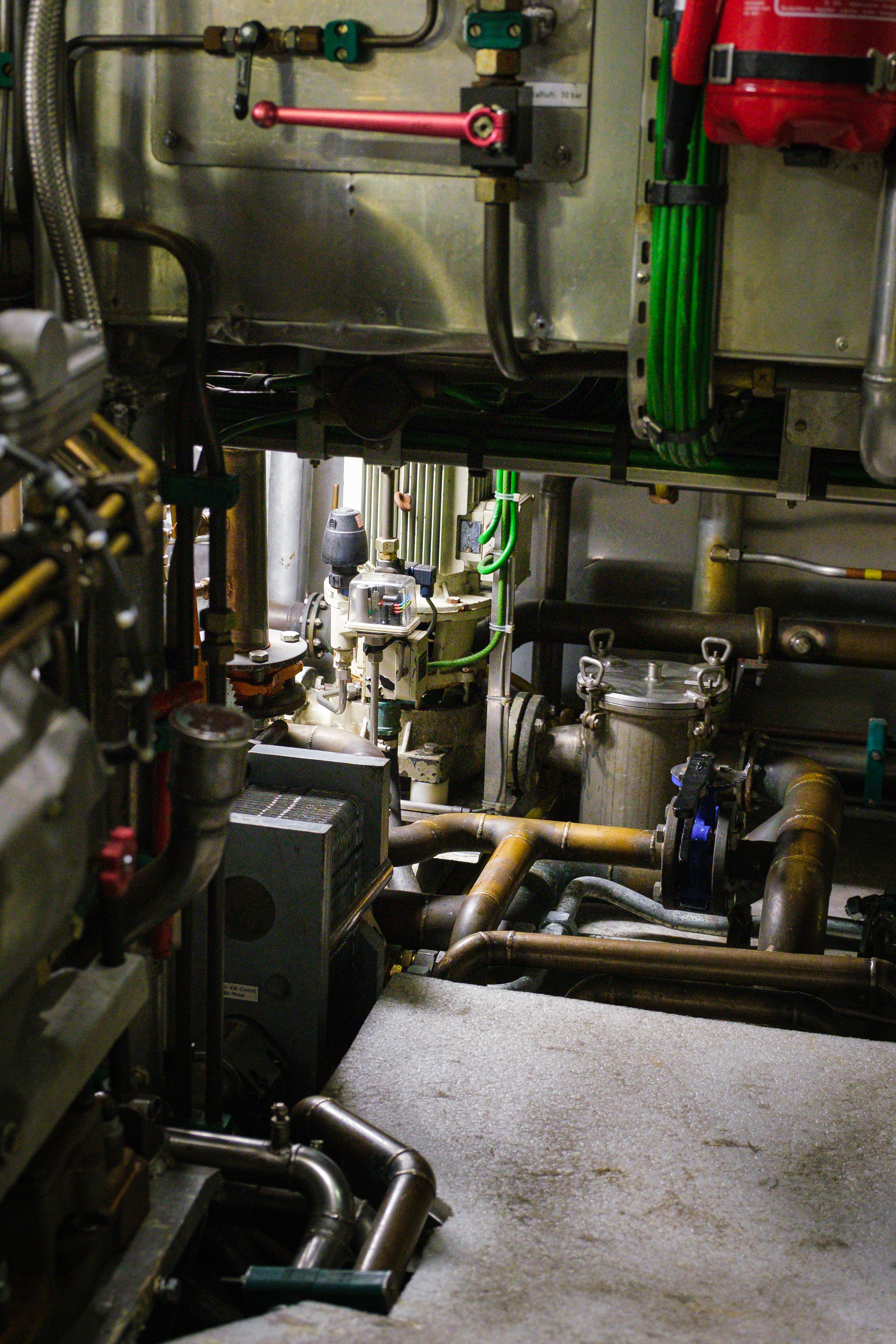
Lenzpumpe
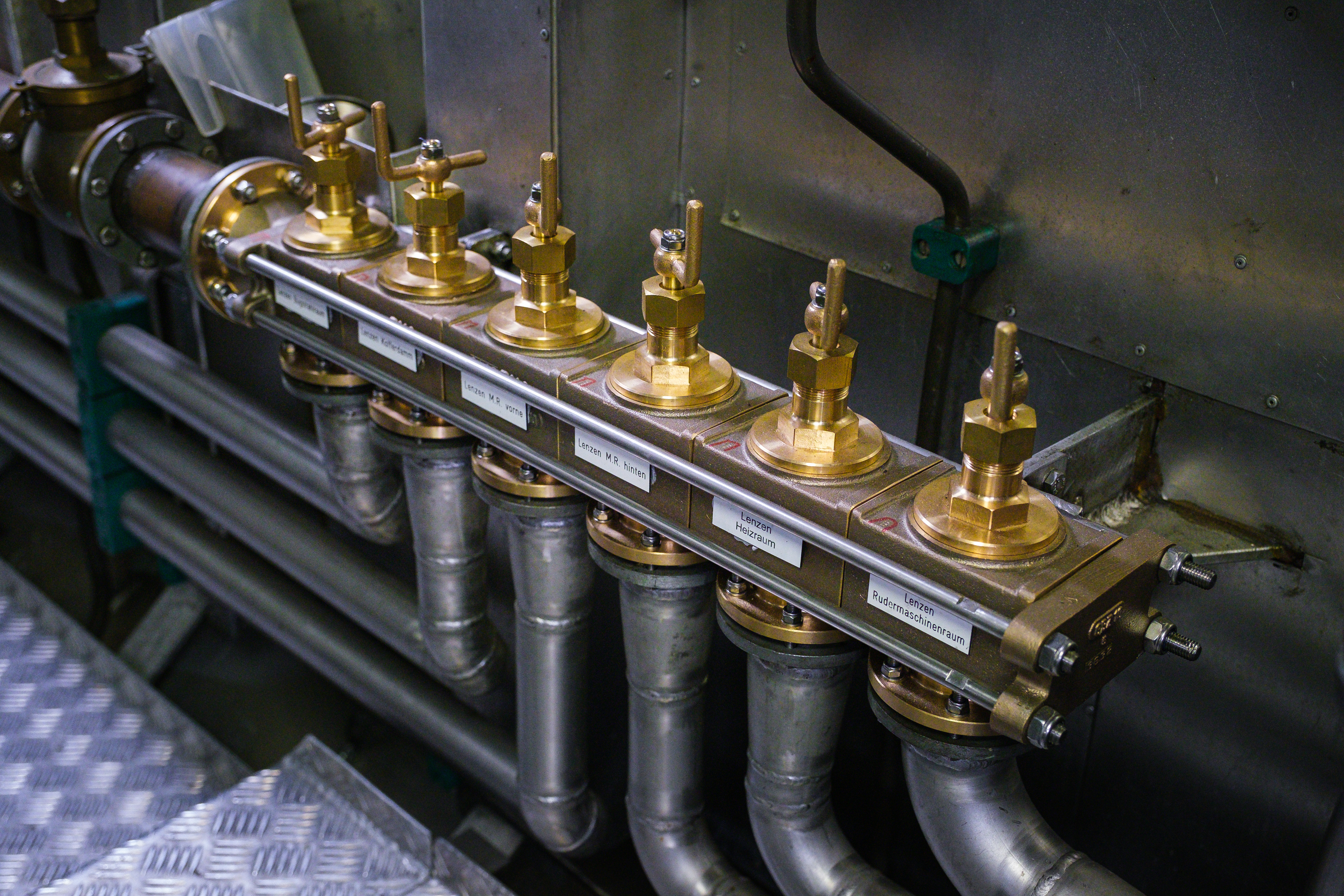
Lenzventile
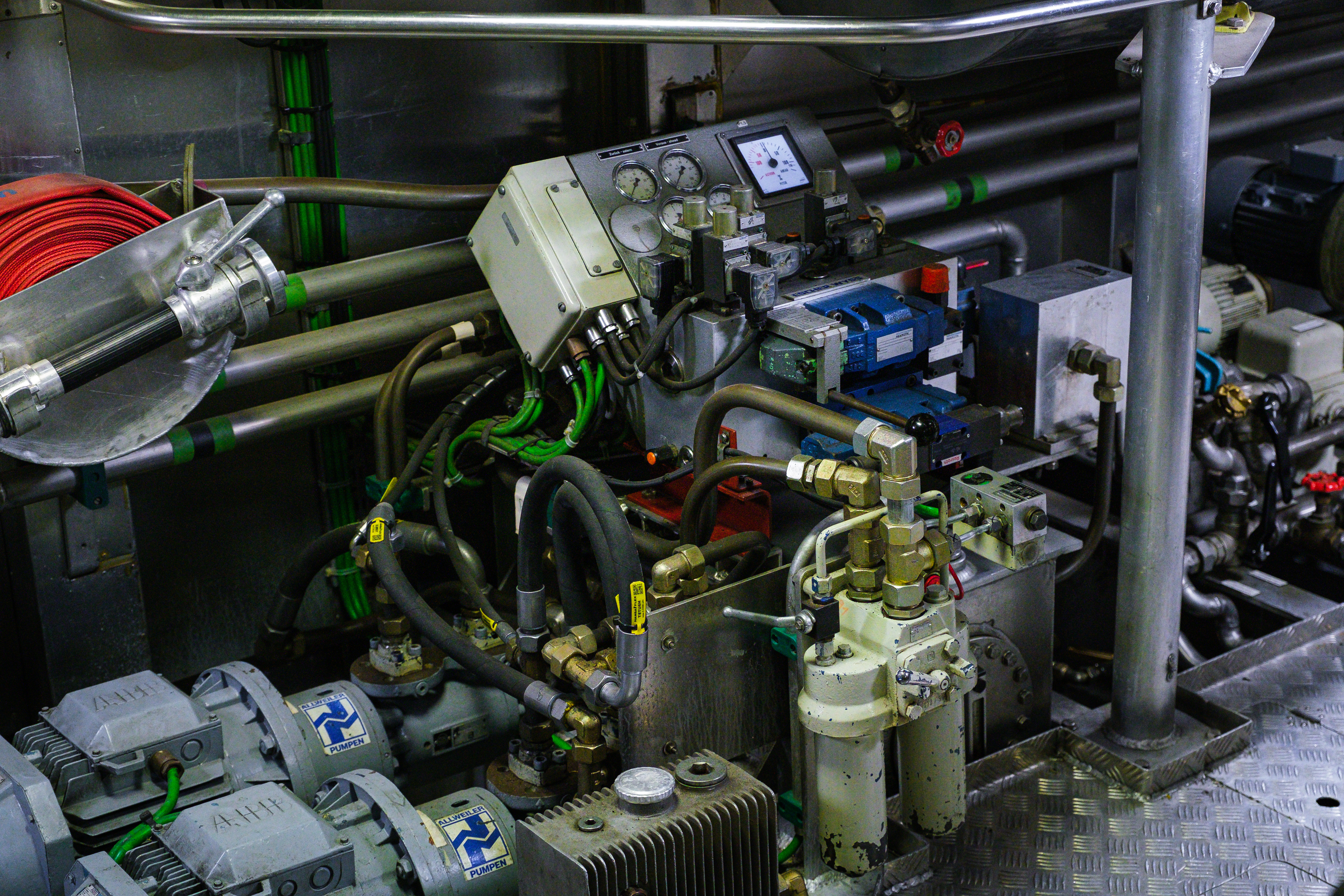
Hydraulikanlage
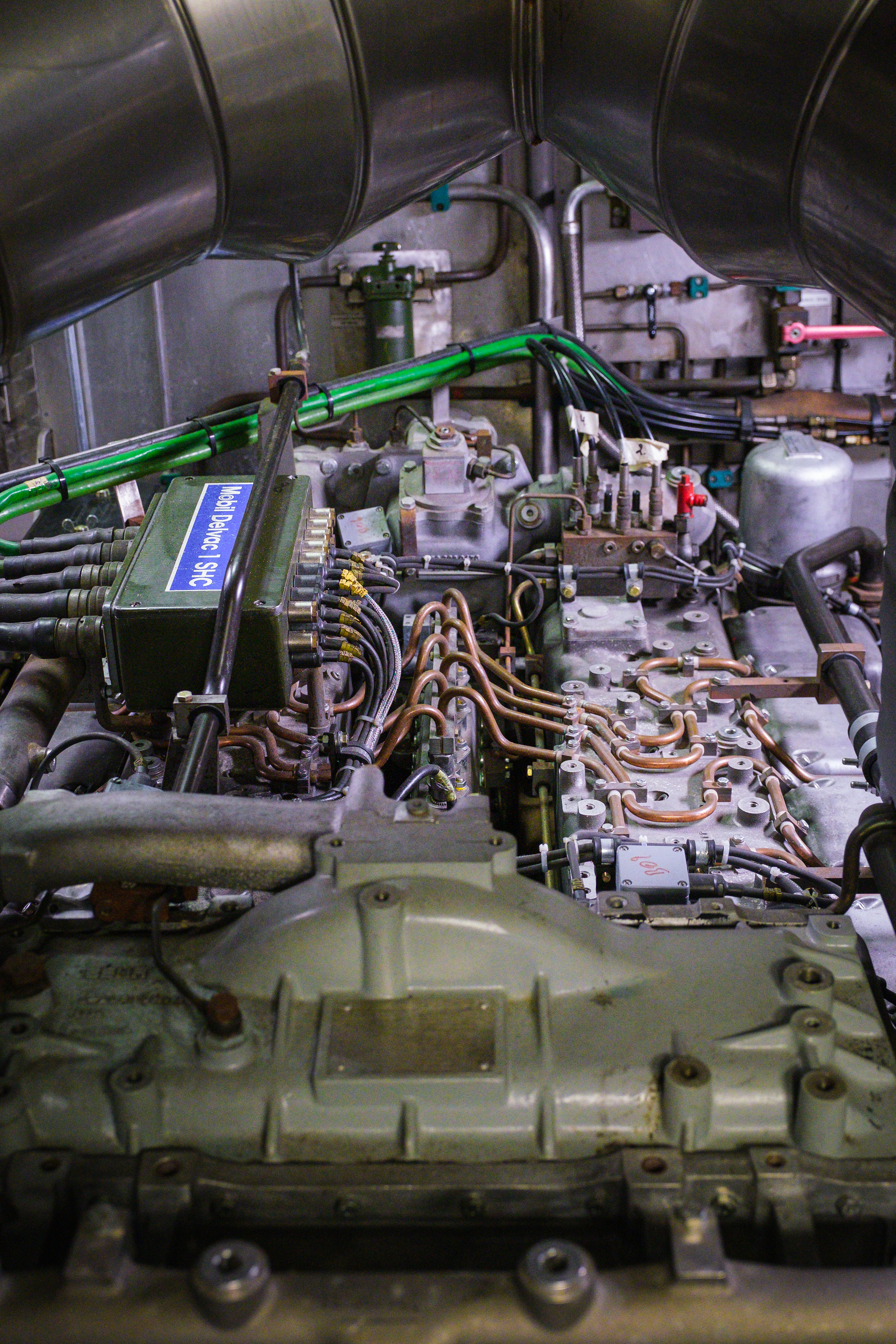
Backbordmotor (vom Heck aus gesehen)
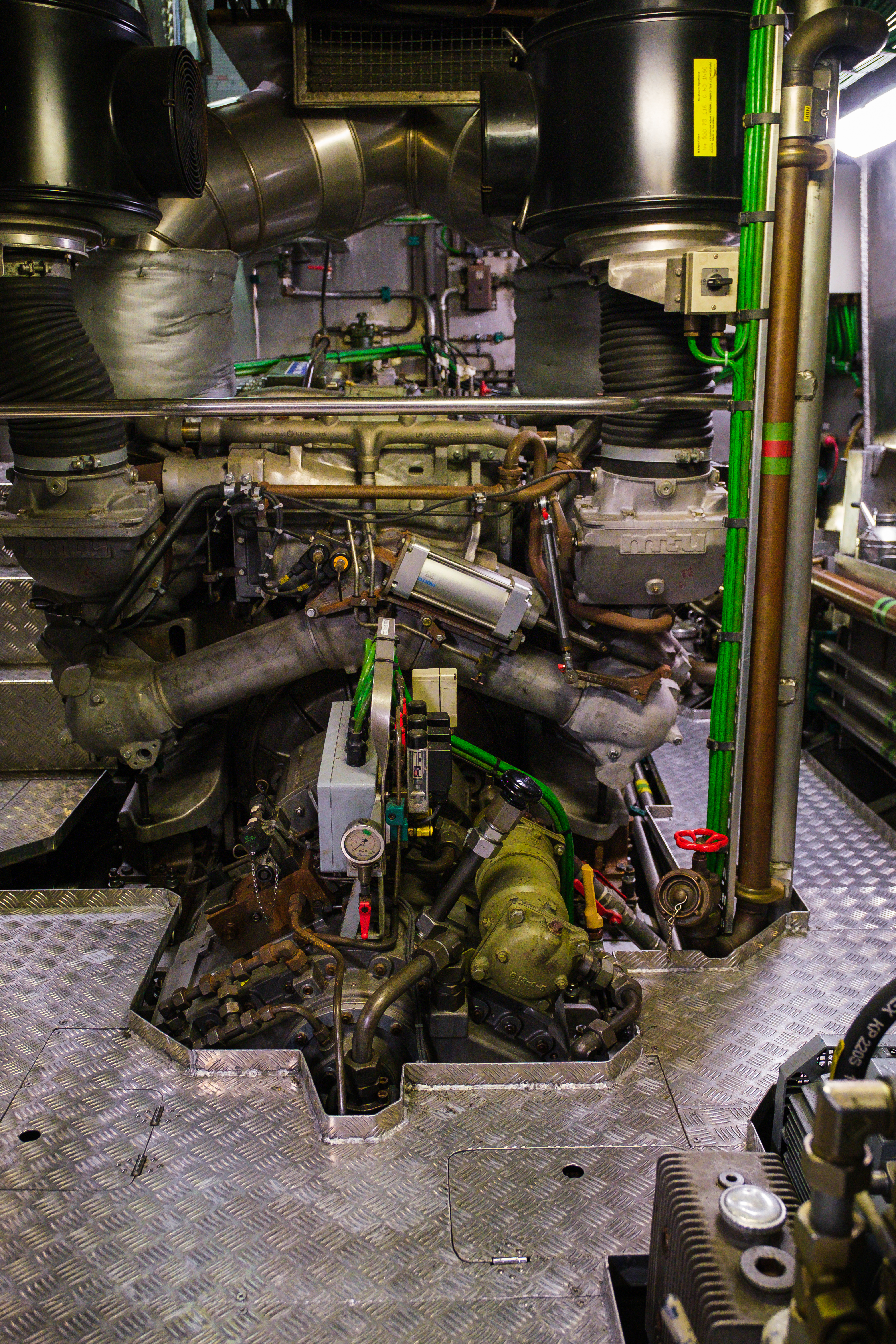
Mittelmotor (vom Heck aus gesehen)
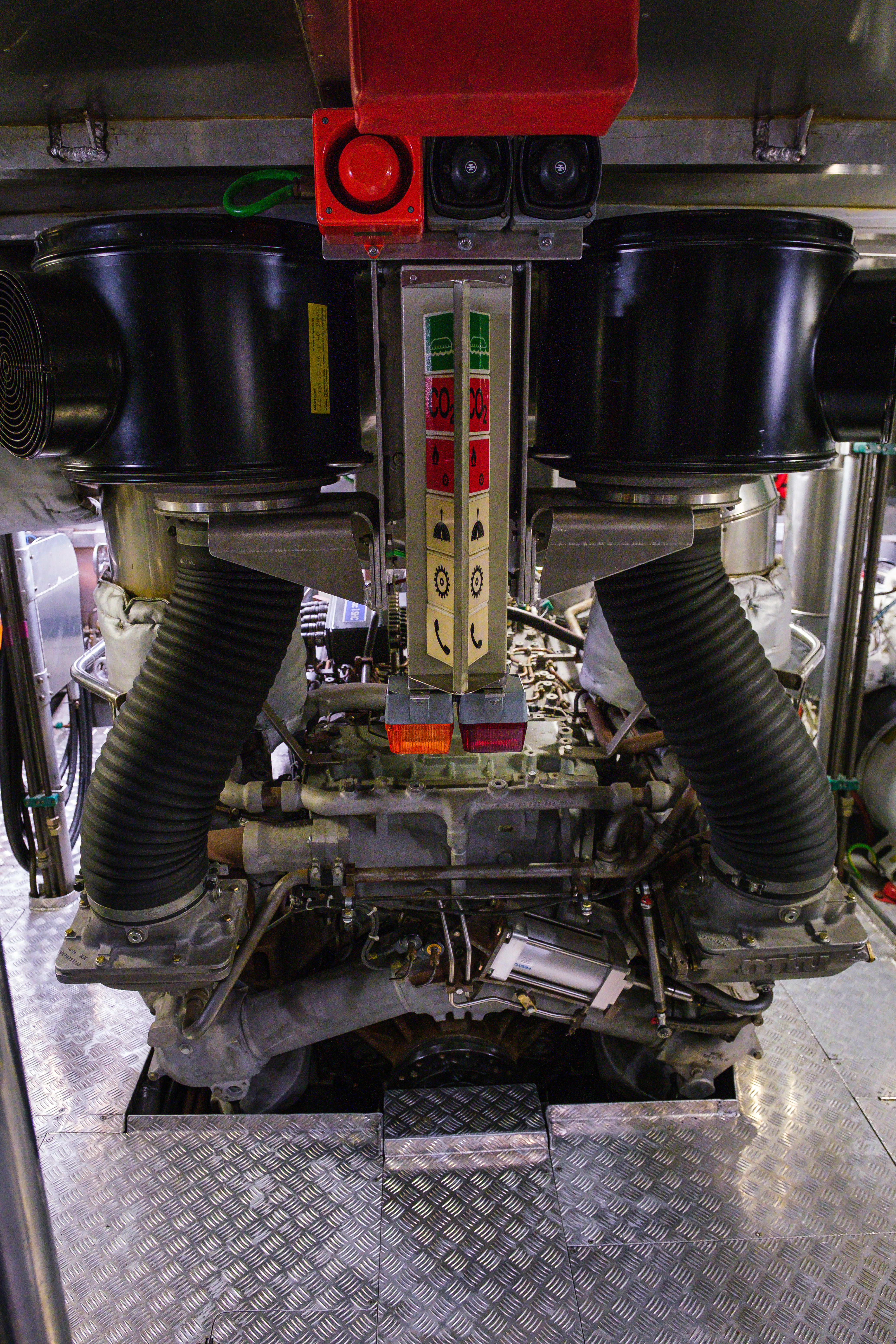
Mittelmotor (vom Bug aus gesehen)